# Emil Mikkelsen
Emil Mikkelsen (født 1990) er en dansk atlet medlem af Odense Atletik/OGF.
Emil Mikkelsen blev som 21-årig dansk mester i diskoskast 2011 med en personlig rekord på 51,65, i en konkurrence hvor han mødte op med en PR på 48,69. Han forsvarede titlen som dansk mester i 2012 og 2013. Emil tabte dog guldet i 2014, efter en ellers lovende sæson med personlig rekord på 56,30, blev det desværre kun til bronze dette år. I 2015 genvandt han titlen og har nu 4 danske mesterskaber i hus. Emil  åbnede 2016 sæsonen med den bedste serie hidtil, med 3 kast over 55m, dette tegnede godt for 2016, dog blev det kun til sølv ved DM. I 2017 genvandt Emil igen guldet ved DM, med hans hidtil længste kast ved et DM på 54,01m. Han forsvarede hans titel i 2018, 2019 og 2020. I 2020 satte Emil også hans nuværende personlige rekord på 59,99m, hvor han tilmed var rangeret som nummer 69 på verdensranglisten. Med et kast på 59,99m er Emil placeret som nummer 5 på alle tiders bedste i Danmark. I 2021 var Emil ude stort set hele sæsonen med en alvorlig skade, men vendte stærkt tilbage i 2022, og i 2023 vandt Emil hans 10. Danske mesterskab.
Emil Mikkelsen trænes af Jørgen Halkjær, som var danske mester i kuglestød 1991
Sammen har de et tæt samarbejde med en tysk træner Miroslaw Jansinski og hans søn Daniel Jasinski, der i 2016 vandt bronze ved de Olympiske lege i Rio.

## Danske mesterskaber
- Guld 2011 Diskoskast 51,65
- Guld 2012 Diskoskast 50,13
- Guld 2013 Diskoskast 52,60
- Guld 2015 Diskoskast 53,70
- Guld 2017 Diskoskast 54,01
- Guld 2018 Diskoskast 54,65
- Guld 2019 Diskoskast 55,35
- Guld 2020 Diskoskast 57,63
- Guld 2022 Diskoskast 57,19
- Guld 2023 Diskoskast 53,82

## Personlig rekord
- Diskoskast: 51,65 2011
- Diskoskast: 52,10 2012
- Diskoskast: 54,10 2013
- Diskoskast: 56,30 2014
- Diskoskast: 52,89 2015
- Diskoskast: 55,89 2016
- Diskoskast: 54,01 2017
- Diskoskast: 57,14 2018
- Diskoskast: 59,37 2019
- Diskoskast: 59,99 2020
- Diskoskast: 56,34 2021
- Diskoskast: 58,13 2022
- Diskoskast: 55,77 2023